# Batalla de Selasia (195 a. C.)
La batalla de Selasia, que tuvo lugar en el año 195 a. C., fue una de las batallas de la guerra contra Nabis.

## Antecedentes
La Liga aquea estaba molesta porque después de la segunda guerra macedónica, Argos, uno de sus miembros continuaba bajo ocupación espartana, por lo que instó a la República de Roma a que se replanteara la decisión que permitía a Esparta conservar los territorios de los cuales se había apoderado. Los romanos aceptaron la propuesta de los aqueos, pues no querían una Esparta fuerte y reorganizada que causara problemas una vez que ellos tuvieran que abandonar Grecia. y después de sitiar infructuosamente la ciudad marcharon en dirección a Esparta.
Nabis reclutó 10 000 ciudadanos para su ejército y contratar, adicionalmente, 3000 mercenarios. Sus aliados cretenses, quienes se beneficiaban de las bases navales que habían establecido en su territorio, sumaron 1000 guerreros, especialmente seleccionados, que se sumaban a los 1000 que ya habían enviado. Nabis, temiendo que el avance romano animara a sus súbditos a rebelarse, decidió atemorizarles ordenando la pena de muerte de ochenta ciudadanos prominentes.

## Batalla
Cuando Tito Quincio Flaminino dejó su base y se acercó a Selasia, los espartanos atacaron a los romanos mientras estos armaban su campamento. El repentino ataque confundió a los aliados, pero los espartanos se retiraron a la ciudad cuando llegó el cuerpo principal de cohortes de legionarios.
Mientras los romanos avanzaban hacia la montaña, Menelao y los mercenarios de Nabis atacaron la retaguardia aliada. Apio Claudio, comandante de la retaguardia, reagrupó sus tropas y obligó a los atacantes a replegarse dentro de las murallas de la ciudad, causándoles muchas bajas.

## Consecuencias
La coalición se dirigió entonces a Amiclas y desde allí saquearon los territorios circundantes. Paralelamente, Lucio Quincio recibió la rendición voluntaria de varios pueblos costeros de Laconia.